# Образование в Хорватии

## Образование в Хорватии
Обязательное восьмилетнее базовое образование в Республике Хорватия. Большинство школ Хорватии — государственные. Базовая школа включает в себя две ступени: первая ступень — четырёхлетняя, где обучение ведёт только один преподаватель, и вторая ступень — тоже четырёхлетняя, но с преподаванием разных предметов разными учителями. По окончании начальной школы около 94 % учащихся продолжают обучаться в 4-летних общеобразовательных, гуманитарных, четырёх- или трёхлетних торговых училищах, средних профессионально-технических школах либо в школах искусств. В целом 97 % взрослого населения страны обучены грамоте (умеют читать и писать).

## Государственные университеты
В Хорватии на данный момент действует восемь государственных университетов — в Загребе, Задаре, Сплите, Осиеке, Риеке, Дубровнике и Пуле.
Всего в университетах около 80 факультетов, 5 академий искусств, 7 политехнических вузов, 6 учреждений высшего профессионального образования, Педагогическая академия, 8 педагогических институтов. Филиалы университетов расположены во многих городах страны (Крижевце, Чаковце, Карловце, Дубровнике, Петрине, Пожеге, Шибенике). Профессорско-преподавательский состав университетов насчитывает около 2300 человек. Общее число студентов около 92 тыс., причём 58 % из них обучается в Загребе.